# Одлі Гаррісон
Одлі Гаррісон  (англ. Audley Harrison, 26 жовтня 1971) — британський професійний боксер, олімпійський чемпіон.

## Аматорська кар'єра
На чемпіонаті Європи 1998 програв у першому бою Сяргєю Ляховичу (Білорусь).
Того ж року став чемпіоном Ігор Співдружності.
На чемпіонаті світу 1999 переміг Лазизбека Зокирова (Узбекистан) і програв Сінан Шаміль Саму (Туреччина).

### Виступ на Олімпіаді 2000
- У 1/8 фіналу переміг Олексія Лєзіна (Росія) — RSC4
- У 1/4 фіналу переміг Олексія Мазікіна (Україна) — 19-9
- У 1/2 фіналу переміг Паоло Відоца (Італія) — 32-16
- У фіналі переміг Мухтархана Дільдабекова (Казахстан) — 30-16

| Олімпіада   | Дисципліна         | Місце |
| ----------- | ------------------ | ----- |
| Сідней 2000 | надважка категорія | 1     |

## Професіональна кар'єра
На професійному ринзі виступав протягом 13 років з 2001 по 2013.
10 грудня 2005 року програв розділеним рішенням Денні Вільямсу бій за вакантний титул чемпіона Співдружності.
17 лютого 2007 року програв нокаутом у 3 раунді Майклу Спротту бій за титул чемпіона Європи EBU, який належав Спротту, і за вакантний титул чемпіона Англії (BBBofC).
9 квітня 2010 року взяв реванш у Майкла Спротта, нокаутувавши у 12 раунді, і завоював вакантний титул чемпіона Європи EBU.
В наступному бою 13 листопада 2010 року поступився технічним нокаутом у 3 раунді чемпіону світу за версією WBA Девіду Хею.
13 жовтня 2012 року програв бій технічним нокаутом у 1 раунді чемпіону Великої Британії (BBBofC) і Співдружності Девіду Прайсу.
Останній бій Одлі Гаррісон провів 27 квітня 2013 року проти непереможного американського нокаутера Деонтея Вайлдера (27-0, 27KO). Бій тривав усього 70 секунд. Вайлдер влучив правою, а потім провів ще серію ударів, Гаррісон опинився на полу. Він зумів піднятися до закінчення відліку рефері, але той вирішив, що британець не в змозі продовжувати бій.